# Tạ Quang Cự
Tạ Quang Cự (chữ Hán: 謝光巨; 17/9/1772 - 1862) là danh tướng nhà Nguyễn trong lịch sử Việt Nam.

## Sự nghiệp
Tạ Quang Cự quê gốc tại tỉnh Nghệ An, sau dời về ở huyện Phú Vang, phủ Thừa Thiên.
Gia Long năm thứ nhất (1802), ông đến đầu quân, thăng dần lên chức cai đội. Minh Mạng năm thứ 7 (1826), bổ ông làm Vệ úy vệ Nghiêm Vũ.
Năm 1827, quân Xiêm La kéo sang đánh lấy nước Vạn Tượng (Lào), rồi xâm lấn nước Việt. Ông cùng Kinh lược đại sứ Nguyễn Văn Xuân dẫn quân đi ngăn cản, giữ vững được miền Nghệ An-Hà Tĩnh.
Cũng trong năm này, viên tù trưởng Trấn Ninh (Quảng Bình) tên là Chiêu Nội xin đem đất do mình cai quản được nội thuộc Việt Nam, được nhà vua phong làm Trấn Ninh phòng ngự sứ, cho coi giữ như cũ.
Năm 1828, triều Nguyễn đặt chức huyện thừa coi 7 huyện ở Trấn Ninh, bèn sai Tạ Quang Cự và Tri phủ Diễn Châu Đỗ Quang Cảnh cùng đi trấn nhậm. Dến đó, hai ông dò xét biết Chiêu Nội đang âm mưu chống lại sự cai trị của triều Minh Mạng, liền lập kế bắt sống rồi đưa về Huế giết chết. Sau việc này, Tạ Quang Cự được thăng thự Cẩm y chưởng vệ, quyền lĩnh công việc ở phủ Trấn Ninh.
Tháng 4 (nhuận) năm 1830, nhờ giỏi cai trị, đất Trấn Ninh dần yên, ông được nhà vua triệu về phong chức Thống chế Hậu doanh, cử ra làm Tổng đốc An Tĩnh, kiêm lĩnh Tuần phủ Nghệ An.
Năm 1833, dò biết Hạ Sa Bút (hay Hạt Xà Bút) ở châu Lạc Biên và thổ mục Phì Mường Thân (hay Phì Mang Chân), ngầm có chí khác, ông liền cho bắt giết cả hai.
Đang lúc đó ở tỉnh Ninh Bình có Lê Duy Lương, xưng là Đại Lê Hoàng tôn, cùng với các thổ ty là Quách Tất Công, Quách Tất Tế, Đinh Thế Đức, Đinh Công Trịnh,...đem quân đi đánh phá các phủ huyện và vây đánh tỉnh thành Hưng Hóa. 
Tạ Quang Cự liền được cử làm Tổng đốc quân vụ đạo Ninh Bình để cùng với Tham tán Hoàng Đăng Thận, Hộ phủ Thanh Hóa Nguyễn Đăng Giai mang hai ngàn biền binh và con 5 voi đi đánh dẹp.
Tháng 6 (âm lịch), sau khi chia quân ra đánh chiếm được các đồn là Xích Thổ, An Đội, Chi Nê của quân nổi dậy, các ông liền cho quân xông vào tấn công đại bản doanh Sơn Âm bắt sống được Lê Duy Dương và Lê Duy Nhiên, cho đóng củi giải về Huế giết chết. 
Tuy nhiên, Quách Tất Công nhờ theo đường núi Thạch Bi mà trốn thoát được. Bình xét công lao, Tạ Quang Cự được phong là Vũ Lao tử.
Về lại Nghệ An chẳng bao lâu, thì ngày 2 tháng 7 lại nổi lên một cuộc nổi dậy khác, do viên thổ mục ở châu Bảo Lạc (trước thuộc Tuyên Quang, sau thuộc Cao Bằng) tên là Nông Văn Vân đứng đầu.
Tạ Quang Cự liền được cử làm Tổng thống quân vụ đại thần dẫn quân đi giải vây thành Lạng Sơn. Thành công, ông được gia phong tước bá. Từ Lạng Sơn, ông tiến lên lấy lại tỉnh thành Cao Bằng, lại được thưởng quân công một cấp.
Nhưng đến khi quan quân rút về, thì Nông Văn Vân lại hội quân đi đánh phá. Tháng 9 năm Giáp Ngọ (1834), nhà vua lại sai Tạ Quang Cự cùng Nguyễn Tiến Lâm và Hồ Hữu mang quân từ Cao Bằng lên hội tiễu.
Tháng 3 năm Ất Mùi (1835), Nông Văn Vân bị truy đuổi phải chạy ẩn vào trong rừng Thẩm Bát. Vệ úy Nguyễn Văn Quyền (do Lê Văn Đức và Phạm Văn Điển phái đi trước) liền cho quân vây kín rồi phóng hỏa đốt rừng, Nông Văn Vân bị chết cháy.
Ghi nhận công lao các tướng, Tạ Quang Cự được thăng Đô thống, thự Trung quân Đô phủ Chưởng phủ sự, nhưng vẫn lĩnh chức Tổng đốc An Tĩnh.
Năm 1836, các thủ lĩnh họ Quách và họ Đinh lại suy tôn một người họ Lê khác tên là Lê Duy Hiển làm minh chủ, để tiện việc chống phá.
Tháng 2 năm Đinh Dậu (1837), Tạ Quang Cự được phong làm Ninh Bình kinh lược đại thần, phong Tham tán Hà Duy Phiên làm phó, để cùng đem quân đi tấn công Sơn Âm lần nữa. Đến Ninh Bình, Tạ Quang Cự liền phái Lãnh binh Trần Hữu Lễ đem quân chặn đường núi Thạch Bi, rồi tự mình đốc quân tiến đánh Quỳnh Côi. Vì địa hình hiểm trở, quan quân trải bao khóc nhọc mới bắt được Quách Tất Công ở Thượng Lũng, cho đóng củi giải về Kinh làm tội.
Lần lượt sau đó các viên chỉ huy của quân nổi dậy là Lê Duy Hiển, Quách Tất Tại, Hoàng Đồng Nguyệt...đều bị bắt sống. Tức giận, vua Minh Mạng cho xóa sổ xã Sơn Âm, chia hết ruộng đất cho xã khác, đồng thời đày dân làng ra ở các xã duyên hải của tỉnh Ninh Bình để quản thúc.
Năm 1838, vua Minh Mạng cho lập bia Võ công, xét công trạng, Tạ Quang Cự được khắc tên ở vị trí thứ năm trên bia.
Năm 1839, Tạ Quang Cự được triệu về kinh, nhận tước hầu, ra coi việc nạo vét sông Phổ Lợi (Huế) kiêm coi trường đào tạo võ quan Anh Danh.
Tháng giêng năm 1841, vua Thiệu Trị nối ngôi, thì tháng sau ông (cùng với Hà Duy Phiên, Nguyễn Tri Phương) được cử ra trông coi việc xây lăng cho vua Minh Mạng, và kiêm việc ấn vụ ở sở Tào chính.
Tháng 7 (âm lịch), loạn lạc ở Trấn Tây thành (Chân Lạp) và Nam Kỳ xảy ra liên tục, quan quân nhà Nguyễn cứ đánh dẹp mãi mà vẫn không yên, ông và triều đình tâu bàn xin nhà vua tạm bỏ đất ấy, được nghe theo.
Năm 1842, nhà vua đi tuần miền Bắc, sung ông chức đại thần coi việc ở tại triều. Khi về nhà vua cho ông làm Thái tử Thái bảo kiêm coi ấn triện của Hậu quân.
Tự Đức năm thứ 2 (1849), nhân Kinh thành Huế có dịch, nhà vua xuống chiếu cầu lời nói thẳng, Tạ Quang Cự cùng văn võ đình thần tâu lên 5 việc: 
- Xin cho con cháu Mỹ Đường [8] được biên tên vào tôn phả.
- Xin cấp tiền cho cha mẹ, vợ con các công thần thời Trung hưng; nếu ai không có con thừa tự, xin lập cháu.
- Xin khoan miễn tội các công thần đã chết như Nguyễn Văn Thành, Lê Văn Duyệt, Lê Chất; và cho con cháu được sửa sang phần mộ cho họ.
- Cho sửa sang đền miếu nhà Lê, cấp tự điền và cử người coi sóc các nơi ấy. Con cháu nhà Lê đều được tùy tiện chọn nơi yên ở[9].
- Xin phái kinh lược đại thần đi kiểm tra những việc làm của các quan lại.

Tất cả đều được nhà vua nghe theo. Tháng 4 (âm lịch), nhân đại lễ, sung Tạ Quang Cự làm Tổng bộ đại thần. Cũng năm này, lấy lý do tuổi già sức yếu, ông xin về hưu, nhưng nhà vua úy lạo không cho. Kể từ đó, năm nào ông đều được nhà vua ban thưởng.
Năm 1851, ông thọ 80 tuổi, được vua Tự Đức ban cho hai bài thơ mừng thọ.
Năm 1855, ông được cho về nghỉ hưu ở tuổi 86, sau nhiều lần xin thôi nhưng nhà vua không cho. Trước khi nghỉ, vua Tự Đức nhờ ông tiến cử người hiền, ông tiến cử 4 người, về sau có hai người trở thành danh thần đó là Đoàn Thọ và Đào Trí. 
Năm 1859, ông được miễn lạy mỗi khi vào chầu. Tháng 10 (âm lịch) năm Tự Đức thứ 15 (1862), Võ lao hầu Tạ Quang Cự mất, thọ 93 tuổi. Thương tiếc, nhà vua tặng ông hàm Thái bảo, tên thụy là Trung Khắc, cấp 2.000 quan tiền tuất cùng nhiều phẩm vật và sai quan đến tế.
Tạ Quang Cự có một người con trai tên là Quang Ân. Thiệu Trị năm thứ 6 (1846), vua gả con gái là An Thạnh Công chúa Nhàn Yên cho Ân.

## Trong văn hoá đại chúng
| Năm  | Tác Phẩm        | Diễn Viên | Nhân Vật    |
| 2020 | 《Phượng khấu》 | Hoàng Tâm | Tạ Quang Cự |

## Sách tham khảo
- Quốc sử quán triều Nguyễn, Đại Nam chính biên liệt truyện (quyển 17). Nhà xuất bản Văn học, 2004.
- Quốc sử quán triều Nguyễn, Quốc triều chính biên toát yếu (quyển 5). Nhà xuất bản Văn học, 2004.
- Trần Trọng Kim, Việt Nam sử lược. Nhà xuất bản Tân Việt, Sài Gòn, 1968.
- Nguyễn Q. Thắng-Nguyễn Bá Thế, Từ điển nhân vật lịch sử Việt Nam. Nhà xuất bản Khoa học Xã hội, Hà Nội, 1992.
- Nguyễn Phan Quang, Việt Nam thế kỷ XIX (1802-1884). Nhà xuất bản Thành phố Hồ Chí Minh, 2002.